# Giudizio di san Maurelio

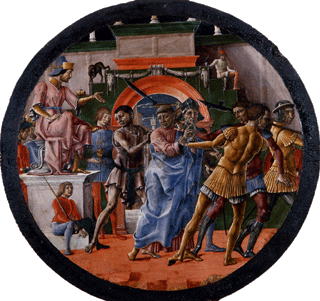
Un'immagine più piccola ma dai colori più veritieri

Il Giudizio di san Maurelio è un dipinto olio su tavola (diametro 48 cm) di Cosmè Tura, databile al 1480 circa e conservato nella Pinacoteca nazionale di Ferrara.

## Storia
Il dipinto faceva parte di un polittico dedicato a san Maurelio già nella chiesa di San Giorgio fuori le mura a Ferrara. Vennero eseguite dalla fine degli anni settanta del XV secolo quando venne terminata la ristrutturazione della chiesa, venendo riconsacrata. Non si conosce la conformazione originale dell'opera, ma probabilmente era presente una raffigurazione centrale del santo, perduta, con un racconto figurato di episodi della sua vita, forse sei, di cui restano solo questa tavoletta e il Martirio di san Maurelio nello stesso museo. Forse esse facevano parte della predella, come suggerisce la forma, ma le loro dimensioni sono più grandi dello standard usuale (come i tondi di predella del Polittico Roverella, sempre di Tura e originariamente nella stessa chiesa, che misurano circa 38 cm di diametro), per cui non sono escluse altre ipotesi.
Nel 1635 la pala era in cattivo stato di conservazione e fu sostituita con una pala di soggetto analogo di Guercino. I tondi vennero trasferiti in sagrestia e poi forse nell'attiguo monastero. Andati in possesso a Filippo Zafferini, nel 1817 egli li cedette al Comune di Ferrara. Si tratta delle uniche opere rimaste a Ferrara del fondatore della scuola ferrarese assieme alle ante dell'organo del Duomo.

## Descrizione e stile
Maurelio, vescovo e protettore di Ferrara, è raffigurato durante il suo ritorno dal viaggio nella città natale di Edessa, quando andò incontro al fratello tiranno che lo condanna a morte.
Il ricco sfondo architettonico classicheggiante ricorda le opere di Andrea Mantegna, in particolare gli affreschi della Cappella Ovetari a Padova, mentre i personaggi sono più agitati ed espressivi, rimandando allo stile febbrile tipico di Tura. A destra si vede il tiranno su di un altro trono che emette il verdetto, mentre dietro di lui alcuni cortigiani confabulano. Il santo, al centro, è subito portato via dalle guardie, in una scena di grande dinamismo per via dell'intrecciarsi contrapposto delle linee di forza. Sullo sfondo si apre un portale ad arco dalla spazialità rigorosa, oltre il quale si vede una veduta cittadina. Esso è decorato da festoni e bucrani, mentre in alto è sormontato da gradini, su cui si trovano una scimmietta con un barroccio legato al collo e un paggetto con un falcone, richiami alla vita cortese.
I colori sono vivaci e smaltati, il chiaroscuro incisivo, i volti contriti, a volte con espressioni di patetico dolore, altre più caratterizzate. I panneggi sono pesanti e con effetto bagnato, tipico dell'artista, che li fa apparire come di metallo lavorato a sbalzo.